# Aicha (Natz-Schabs)

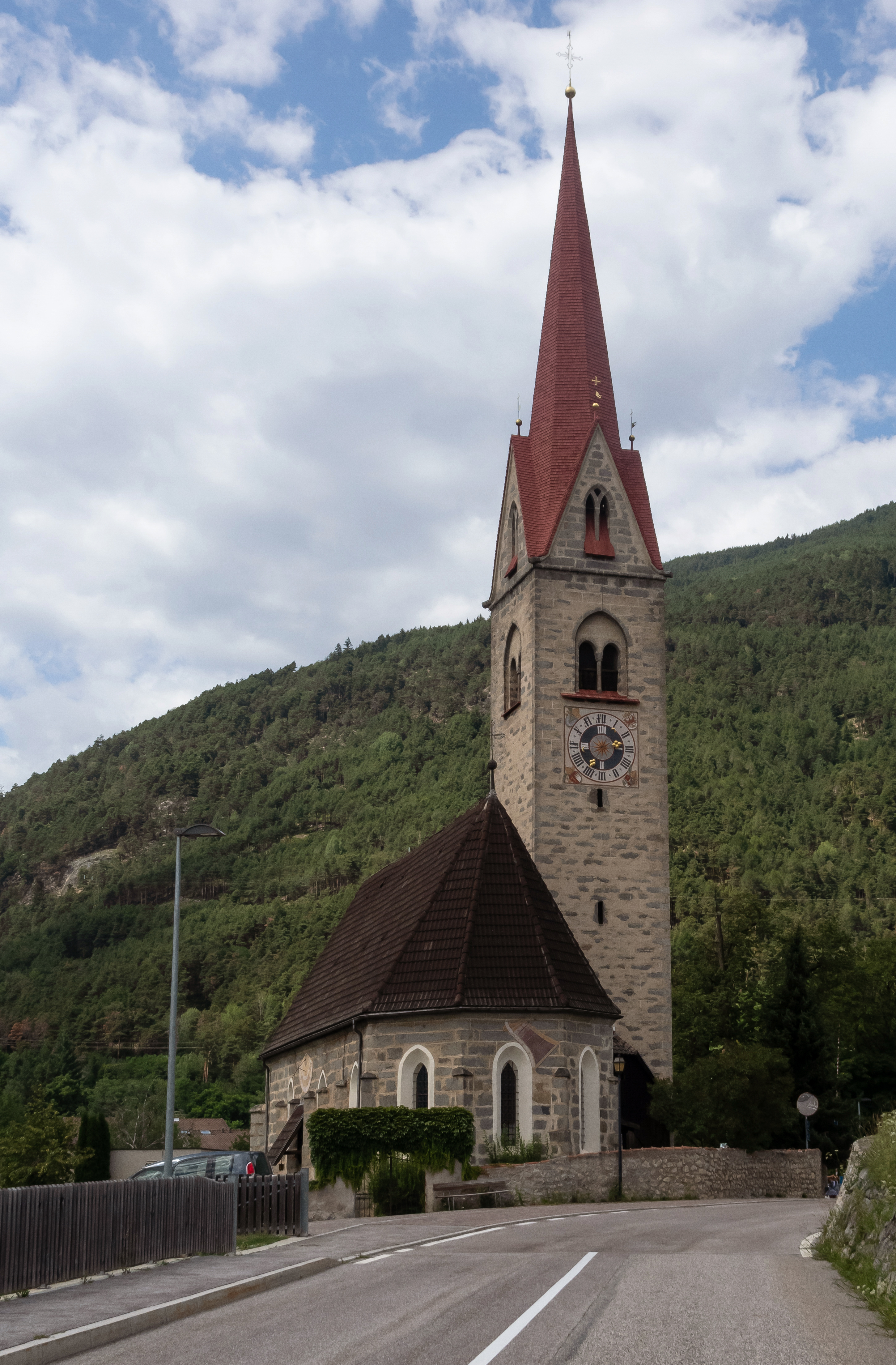
St. Nikolaus in Aicha

Aicha (italienisch Aica) ist ein Dorf in Südtirol und eine Fraktion der Gemeinde Natz-Schabs. Die Ortschaft liegt erhöht über dem Eisack auf etwa 750 m Höhe und zählt 551 Einwohner (Stand 31. Januar 2024). Das Dorf liegt an der Westgrenze der Gemeinde am Übergang vom Eisacktal ins Wipptal in unmittelbarer Nähe zum Franzensfester Stausee.
Die Siedlung ist 1140 als Eichahe ersturkundlich genannt (aus althochdeutsch eichahi ‚Eichenwald‘). In Aicha steht eine dem St. Nikolaus geweihte Kirche. Der Überlieferung nach wurde schon um 1400 eine Kapelle erbaut. Die heutige Kirche wurde im späten 16. Jahrhundert erbaut. An der Fassade über dem Kircheneingang befindet sich ein Fresko, welches Friedrich Pacher zugeschrieben wird. Das Bild am Hochaltar zeigt den Heiligen Nikolaus, Oswald und Katharina und wird Johann Mitterwurzer zugeschrieben.
Die Umgebung von Aicha ist geprägt von schönen Obstanlagen, die die Landschaft rund um das Dorf beherrschen. Früher breiteten sich hier terrassenartige Weinberge aus, heute sind es vor allem Apfelplantagen, die das Bild bestimmen. Ein besonderes Naturdenkmal ist der geschützte Kastanienhain im Köstental (südtirolerisch ‚Keschdentol‘), der zu Spaziergängen und Wanderungen einlädt.
Aicha ist verkehrstechnisch gut angebunden: Der Bahnhof Franzensfeste liegt nur zwei Kilometer entfernt, und 2 Bushaltestellen befindet sich direkt im Ort. Zudem ist die Autobahneinfahrt in unmittelbarer Nähe, was die Erreichbarkeit des Dorfes erleichtert.
In Aicha gibt es eine Grundschule für die deutsche Sprachgruppe.